# Kristopher Vega
Pour les articles homonymes, voir Vega (homonymie).
Véga  Orozco est un nom espagnol. Le premier nom de famille, en général paternel, est Véga ; le second, en général maternel, souvent omis, est Orozco.
Kristopher Vega Orozco, né le 19 janvier 1994 à San Ramón, est un coureur cycliste costaricien.

## Biographie
En 2016, Kristopher Vega termine deuxième au classement du meilleur jeune du Tour du Costa Rica, derrière Yewinson Varela. Un an plus tard, il remporte la troisième étape de cette même épreuve, lors sa quatrième participation.

## Palmarès
- 2017
  - Copa Guanacasteca :
    - Classement général
    - 1re étape

  - 3e étape du Tour du Costa Rica

## Classements mondiaux
| Année            | 2018 |
| ---------------- | ---- |
| UCI America Tour | 293e |